# Mekong Club Championship

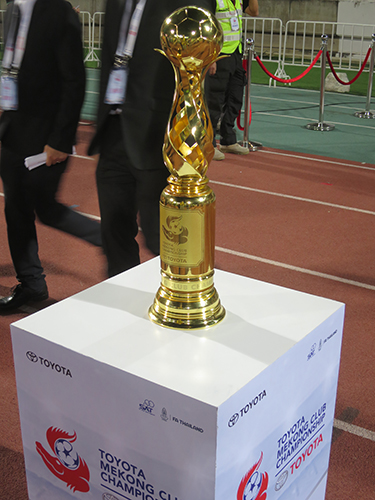
Mekong Cup Trophäe

Die Mekong Club Championship, aus Sponsorengründen auch als Toyota Mekong Club Championship bekannt, war ein Vereinswettbewerb der Fußballverbände aus Kambodscha, Laos, Myanmar, Vietnam und Thailand.
Der Wettbewerb wurde das erste Mal 2014 ausgetragen. Es nahmen die Meister der angrenzenden Länder des Mekong-Flusses, Kambodscha, Laos, Myanmar und Vietnam, teil. Seit 2015 nahm auch Thailand an diesem Wettbewerb teil. 2017 wurde der Cup letztmals ausgetragen.

## Teilnehmende Vereine
| Saison | Kambodscha        | Vietnam             | Laos                 | Myanmar          | Thailand          |
| ------ | ----------------- | ------------------- | -------------------- | ---------------- | ----------------- |
| 2014   | Phnom Penh Crown  | Becamex Bình Dương  | Hoang Anh Attapeu FC | Ayeyawady United |                   |
| 2015   | Boeung Ket Angkor | Becamex Bình Dương  | Lao Toyota FC        | Yangon United    | Buriram United    |
| 2016   | Boeung Ket Angkor | SHB Đà Nẵng         | Lanexang United FC   | Yadanarbon FC    | Buriram United    |
| 2017   | Boeung Ket Angkor | Sanna Khánh Hòa BVN | Lao Toyota FC        |                  | Muangthong United |

| Mannschaft           | Teilnahmen | Jahr             |
| -------------------- | ---------- | ---------------- |
| Boeung Ket Angkor    | 3          | 2015, 2016, 2017 |
| Becamex Bình Dương   | 2          | 2014, 2015       |
| Buriram United       | 2          | 2015, 2016       |
| Lao Toyota FC        | 2          | 2015, 2017       |
| Ayeyawady United     | 1          | 2014             |
| Phnom Penh Crown     | 1          | 2014             |
| Hoang Anh Attapeu FC | 1          | 2014             |
| Yangon United        | 1          | 2015             |
| Lanexang United FC   | 1          | 2016             |
| SHB Đà Nẵng          | 1          | 2016             |
| Yadanarbon FC        | 1          | 2016             |
| Muangthong United    | 1          | 2017             |
| Sanna Khánh Hòa BVN  | 1          | 2017             |

## Gewinner
| Saison | 1. Platz           | 2. Platz           | 3. Platz           | 4. Platz             |
| ------ | ------------------ | ------------------ | ------------------ | -------------------- |
| 2014   | Becamex Bình Dương | Ayeyawady United   | Phnom Penh Crown   | Hoang Anh Attapeu FC |
| 2015   | Buriram United     | Boeung Ket Angkor  | Becamex Bình Dương |                      |
| 2016   | Buriram United     | Lanexang United FC | Boeung Ket Angkor  |                      |
| 2017   | Muangthong United  | Sanna Khánh Hòa    | Lao Toyota FC      |                      |

## Rangliste

### Verein
| Mannschaft         | Sieger         | 2. Platz | 3. Platz |
| ------------------ | -------------- | -------- | -------- |
| Buriram United     | 2 (2015, 2016) |          |          |
| Becamex Bình Dương | 1 (2014)       |          | 1 (2015) |
| Muangthong United  | 1 (2017)       |          |          |
| Boeung Ket Angkor  |                | 1 (2015) | 1 (2016) |
| Ayeyawady United   |                | 1 (2014) |          |
| Lanexang United FC |                | 1 (2016) |          |
| Sanna Khánh Hòa    |                | 1 (2017) |          |
| Phnom Penh Crown   |                |          | 1 (2014) |
| Lao Toyota FC      |                |          | 1 (2017) |

### Nation
| Nation     | Sieger | 2. Platz | 3. Platz |
| ---------- | ------ | -------- | -------- |
| Thailand   | 3      |          |          |
| Vietnam    | 1      | 1        | 1        |
| Kambodscha | 0      | 1        | 2        |
| Laos       | 0      | 1        | 1        |
| Myanmar    | 0      | 1        | 0        |

## Beste Torschützen
| Jahr | Spieler                   | Mannschaft         | Tore |
| ---- | ------------------------- | ------------------ | ---- |
| 2014 | George Bisan              | Phnom Penh Crown   | 3    |
| 2015 | Chan Vathanaka            | Boeung Ket Angkor  | 5    |
| 2016 | Soukaphone Vongchiengkham | Lanexang United FC | 3    |
| 2017 | Youssouf Touré            | Sanna Khánh Hòa    | 7    |